# Modane
Modane (prononcé : /mɔ.dan/) est une commune française située dans le département de la Savoie, en région Auvergne-Rhône-Alpes.
Commune de la vallée de la Maurienne, elle appartient en outre au parc national de la Vanoise.

## Géographie

### Situation

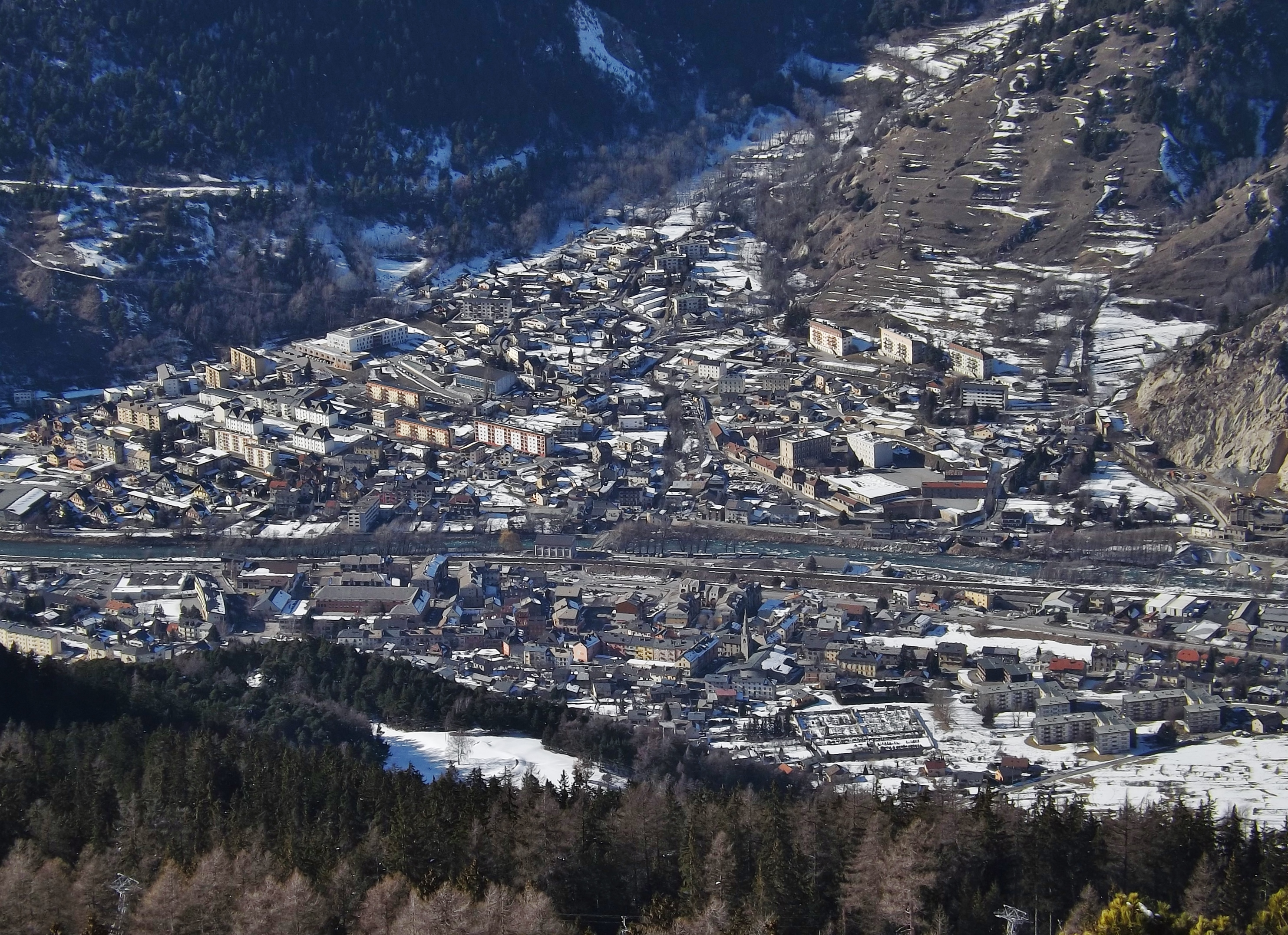
Vue de Modane depuis La Norma.

La commune de Modane est située dans les Alpes dans le département de la Savoie entre le massif de la Vanoise au nord et le massif du Mont-Cenis et celui des Cerces au sud. Traversée par l'Arc elle s'étend aux portes de la Haute-Maurienne (la question du rattachement ou non de Modane à la Maurienne ou la Haute-Maurienne diffère selon les disciplines que sont l'économie, la géographie ou la géologie. Pour les économistes, Modane est attachée à la Haute Maurienne arguant que la ville dispose d'une très forte influence sur les villages de Haute Maurienne, au travers d'infrastructures économiques et administratives (centres commerciaux, établissements scolaires ou gare SNCF par exemple). Toutefois pour la grande majorité des analystes, Modane est une ville rattachée à la partie médiane de cette vallée, aussi bien de par le relief (toute la partie aval du canton est creusée dans le sillon houiller qui se prolonge jusqu’à Saint-Michel-de-Maurienne), que par l'histoire industrielle de ce secteur.
D'une superficie de 7 104 hectares (71,04 km2), la commune s'étend selon un axe nord-sud sur les deux versants de la vallée. Au nord, Modane est délimitée par le roc des Saints Pères, et l'aiguille de Péclet (nord-ouest) et par le dôme de Polset (nord-est). Au sud, également d'ouest en est, ce sont le refuge du Mont-Thabor (marquant la limite avec le département des Hautes-Alpes), la cime de la Planette, la pointe du Fréjus et la cime du Grand Vallon (marquant la limite avec l'Italie) qui délimitent Modane des communes et de l’Italie voisines.
Le territoire de Modane s'étend malgré tout dans une forme particulière. En effet, d'une largeur est/ouest relativement courte sur le versant nord de la vallée (de quelques centaines de mètres à un maximum de cinq kilomètres entre les sommets), celle-ci est beaucoup plus importante sur le versant sud (d'environ deux à huit kilomètres de la rive sud de l’Arc jusqu'aux sommets). Du nord au sud, la commune s'étend toutefois sur une longueur d'une quinzaine de kilomètres environ.
En Vanoise, la ville est dominée par la Dent Parrachée (3 697 m), la Pointe de l'Échelle (3 427 m), le Rateau d'Aussois (3 117 m), l’Aiguille Doran (3 039 m), le Dôme de Polset (3 566 m) ou la Pointe Rénod (3 374 m).
Au sud se dressent la Pointe de Longecôte (3 100 m), l’Aiguille de Scolette (3 508 m), la Belle Plinier (3 076 m), la Pointe d’Arrondaz (2 937 m) ou encore la pointe du Fréjus (2 934 m).
Ces hauts sommets laissent cependant des passages faciles, particulièrement fréquentés l'été par le tourisme de randonnée, soit vers la vallée de la Tarentaise, soit vers l’Italie. En outre, certains accueillent des stations de ski situées à courte distance de la commune, parmi lesquelles Aussois, la Norma et Valfréjus.

### Communes limitrophes
Le découpage de la commune de Modane fait que cette-dernière est limitrophe de neuf autres communes françaises, sans compter sa limite sud marquée par la frontière franco-italienne. À l'ouest Modane est principalement limitrophe de Saint-André et Fourneaux, mais aussi au sud-ouest, de Freney, d'Orelle, ainsi que de Névache dans le département voisin des Hautes-Alpes. Au nord, en Vanoise, les communes limitrophes sont Saint-Martin-de-Belleville (nord-ouest), les Allues et Pralognan-la-Vanoise (nord-est). À l'est se trouve Villarodin-Bourget et Avrieux au sud-est.
| Saint-Martin-de-Belleville | Les Allues                                 | Pralognan-la-Vanoise |
| Saint-André, Fourneaux     | Modane                                     | Villarodin-Bourget   |
| Orelle, Freney             | Névache (Hautes-Alpes) Bardonèche (Italie) | Avrieux              |

### Voies de communication et transports

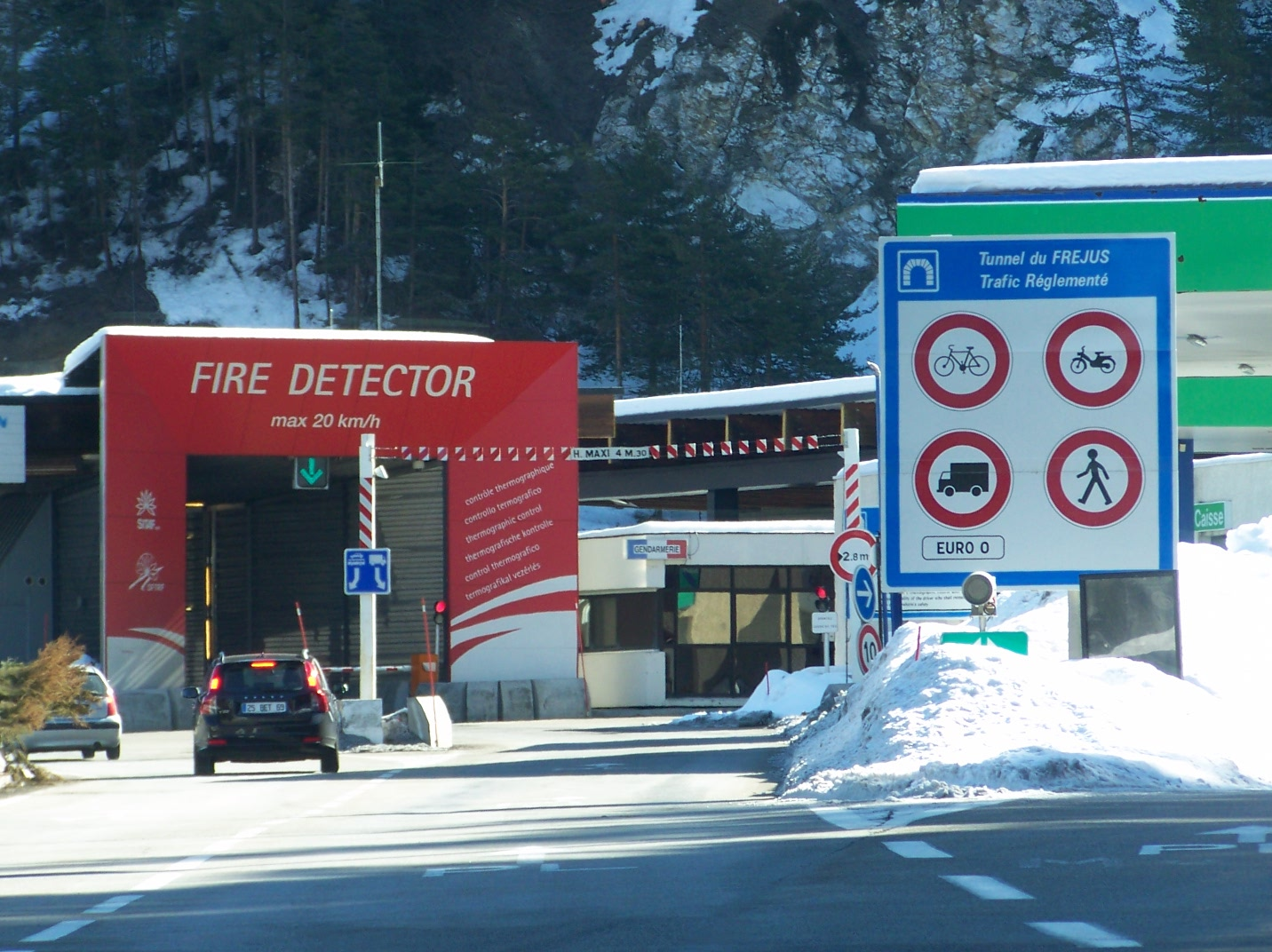
Entrée du tunnel du Fréjus à Modane.

#### Voies routières

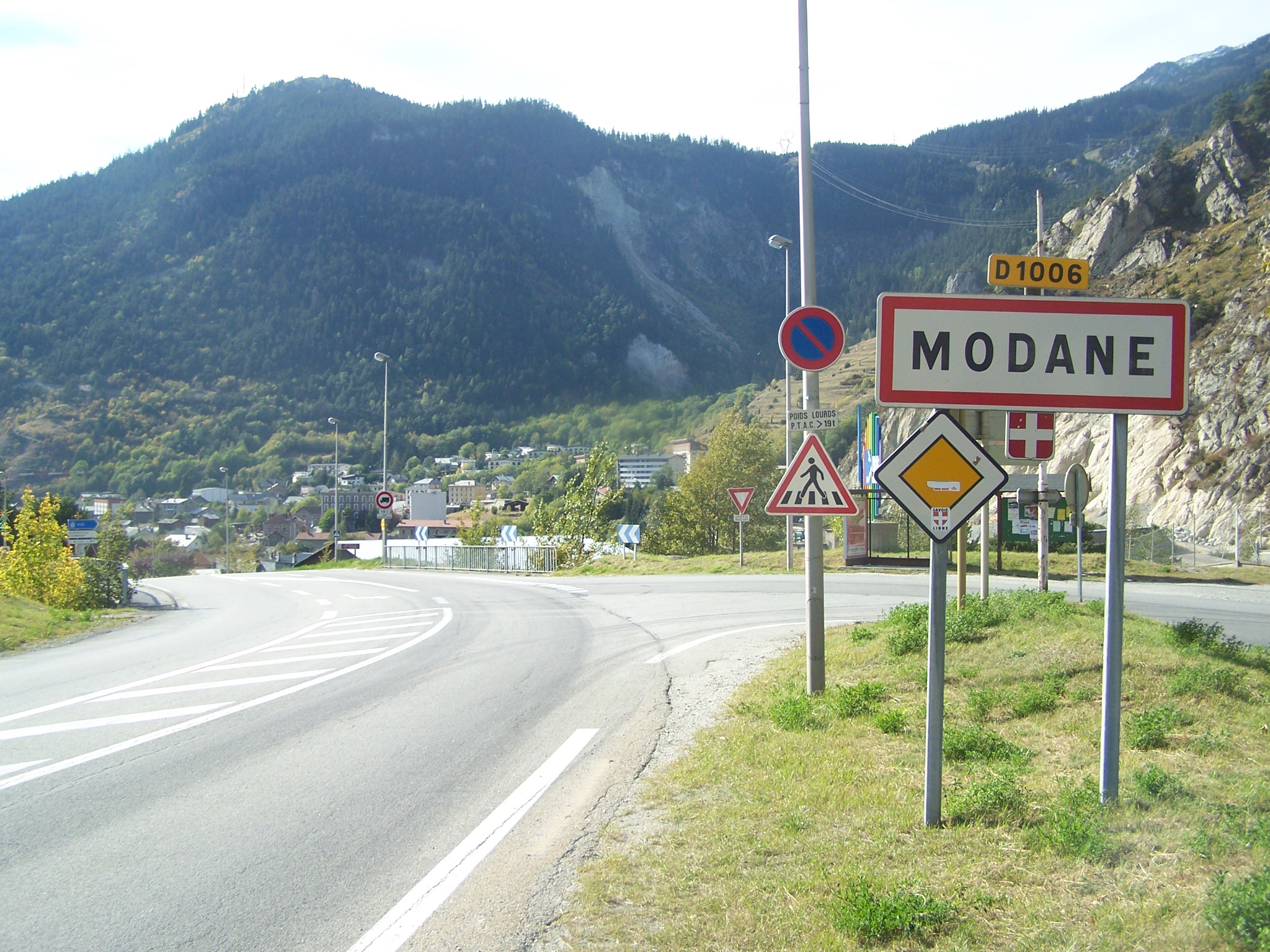
Entrée à Modane par la D 1006 en arrivant du col du Mont-Cenis.

La commune est le débouché français du tunnel routier du Fréjus, l'un des principaux passages routiers transalpins avec le tunnel du Mont-Blanc, à relier la France et l'Italie. À sa sortie du tunnel, l'autoroute A43 qui débute et conduit à Chambéry puis Lyon, passe également sur les hauteurs de la commune (au Charmaix).
En outre, la D 1006 (ex-Nationale 6), itinéraire important venant de Chambéry, traverse également Modane avant de poursuivre jusqu'au col du Mont-Cenis et la frontière italienne. La route constitue en outre l'axe principal de la commune, qu'elle traverse de tout son long en son centre. Elle porte toutefois plusieurs noms de rue tels, d'ouest en est : avenue de la Liberté, rue de la République, avenue Jean-Jaurès ou cours Aristide-Briand.

#### Transport ferroviaire

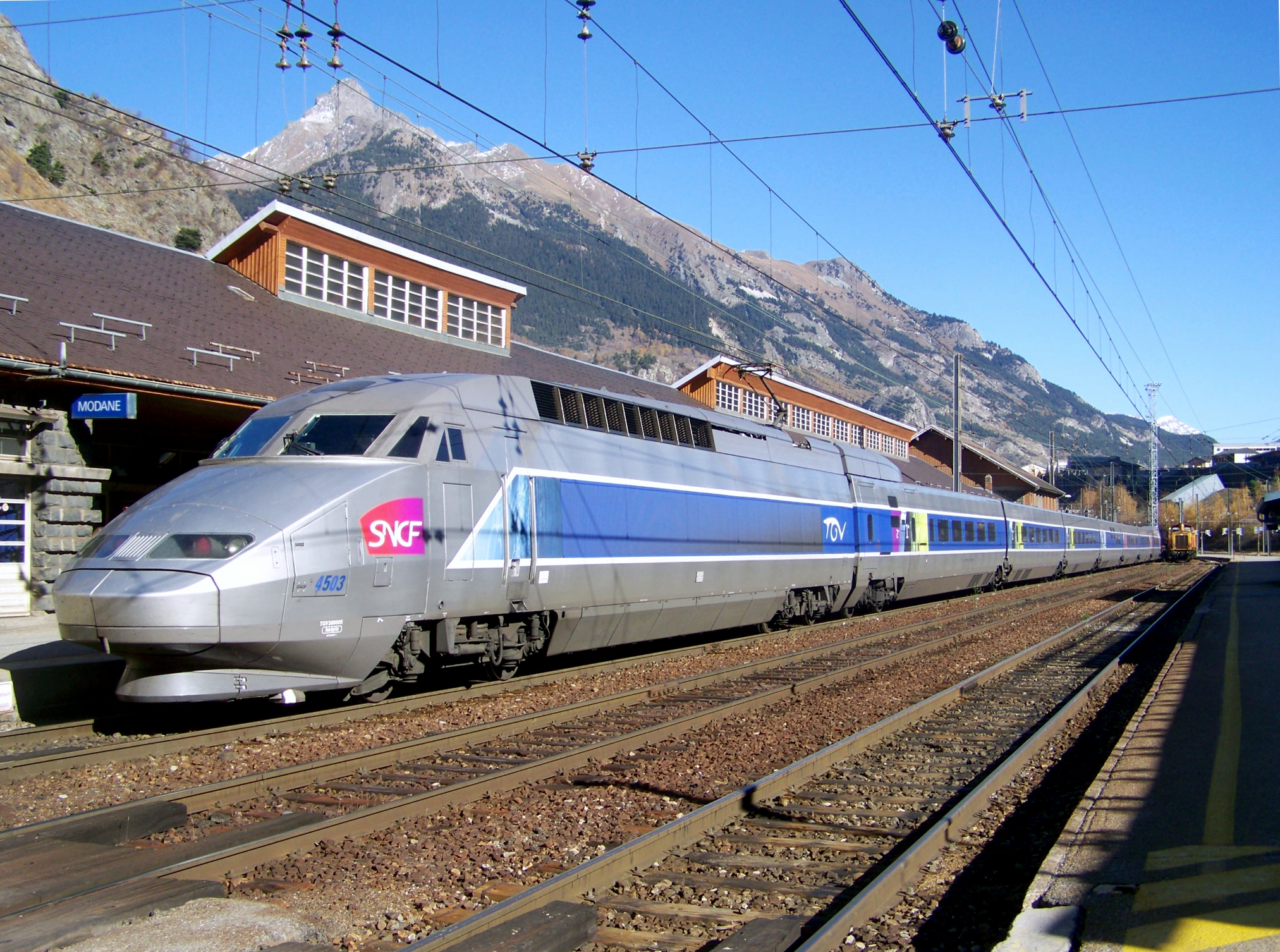
Un TGV Paris-Milan en gare de Modane.

La commune de Modane abrite une gare internationale dans laquelle transitent les trains en provenance de Turin en Italie, via le tunnel ferroviaire du Fréjus, et à destination de Chambéry, ainsi que les TGV sur la liaison Milan (Italie) - Paris. Si l'ensemble de la partie française de la ligne est propriété de Réseau ferré de France, le réseau amont est géré par Rete Ferroviaria Italiana, société des FS (Ferrovie dello Stato), la partie aval et la gare étant sous la gestion de la SNCF. Il y a donc un sectionnement électrique en gare, et la signalisation change en amont (les supports de caténaires portent d'ailleurs des inscriptions en italien).
La ligne ferroviaire desservant Modane est la ligne de la Maurienne, ou de son nom officiel « ligne de Culoz à Modane (frontière) ». Elle marque sur le territoire de la commune de Modane une boucle à 180° entre sa sortie de la gare et son entrée dans le tunnel du Fréjus.

### Climat
Pour des articles plus généraux, voir Climat d'Auvergne-Rhône-Alpes et Climat de la Savoie.
En 2010, le climat de la commune est de type climat des marges montargnardes, selon une étude du Centre national de la recherche scientifique s'appuyant sur une série de données couvrant la période 1971-2000. En 2020, Météo-France publie une typologie des climats de la France métropolitaine dans laquelle la commune est exposée à un climat de montagne ou de marges de montagne et est dans la région climatique Alpes du nord, caractérisée par une pluviométrie annuelle de 1 200 à 1 500 mm, irrégulièrement répartie en été.
Pour la période 1971-2000, la température annuelle moyenne est de 7,9 °C, avec une amplitude thermique annuelle de 17,6 °C. Le cumul annuel moyen de précipitations est de 789 mm, avec 8,1 jours de précipitations en janvier et 7,8 jours en juillet. Pour la période 1991-2020, la température moyenne annuelle observée sur la station météorologique de Météo-France la plus proche, « Avrieux », sur la commune d'Avrieux à 4 km à vol d'oiseau, est de 8,5 °C et le cumul annuel moyen de précipitations est de 600,4 mm,. Pour l'avenir, les paramètres climatiques de la commune estimés pour 2050 selon différents scénarios d'émission de gaz à effet de serre sont consultables sur un site dédié publié par Météo-France en novembre 2022.
| Mois                                  | jan.             | fév.           | mars             | avril           | mai             | juin          | jui.           | août           | sep.            | oct.            | nov.             | déc.             | année      |
| ------------------------------------- | ---------------- | -------------- | ---------------- | --------------- | --------------- | ------------- | -------------- | -------------- | --------------- | --------------- | ---------------- | ---------------- | ---------- |
| Température minimale moyenne (°C)     | −4,7             | −4,4           | −0,8             | 2,2             | 6,3             | 9,7           | 11,5           | 11,3           | 7,9             | 4,1             | −0,5             | −3,7             | 3,2        |
| Température moyenne (°C)              | −0,9             | 0,3            | 4,6              | 7,9             | 12,1            | 15,9          | 18             | 17,7           | 13,7            | 9,4             | 3,6              | −0,6             | 8,5        |
| Température maximale moyenne (°C)     | 2,8              | 5,1            | 10,1             | 13,6            | 18              | 22,1          | 24,5           | 24,1           | 19,4            | 14,7            | 7,6              | 2,5              | 13,7       |
| Record de froid (°C) date du record   | −21,6 09.01.1985 | −21,1 07.02.12 | −18,4 07.03.1971 | −9,3 07.04.1975 | −4,1 04.05.1979 | −0,5 04.06.01 | 1,8 06.07.1965 | 1,3 31.08.1995 | −2 19.09.1962   | −7,8 31.10.1974 | −15,6 23.11.1988 | −18,4 07.12.1969 | −21,6 1985 |
| Record de chaleur (°C) date du record | 14,2 12.01.1998  | 20 25.02.21    | 23 31.03.21      | 26,5 09.04.11   | 30,5 24.05.09   | 35 27.06.19   | 36 18.07.23    | 35,1 24.08.23  | 30,5 02.09.1998 | 27,8 07.10.09   | 21,6 07.11.1955  | 15,8 11.12.1978  | 36 2023    |
| Précipitations (mm)                   | 54,1             | 36             | 36,6             | 39,9            | 57,4            | 53,5          | 39,8           | 50,7           | 47,5            | 60,4            | 63,2             | 61,3             | 600,4      |

## Urbanisme

### Typologie
Au 1er janvier 2024, Modane est catégorisée bourg rural, selon la nouvelle grille communale de densité à sept niveaux définie par l'Insee en 2022.
Elle appartient à l'unité urbaine de Modane, une agglomération intra-départementale regroupant deux  communes, dont elle est ville-centre,,. Par ailleurs la commune fait partie de l'aire d'attraction de Modane, dont elle est la commune-centre,. Cette aire, qui regroupe 6 communes, est catégorisée dans les aires de moins de 50 000 habitants,.

### Occupation des sols
L'occupation des sols de la commune, telle qu'elle ressort de la base de données européenne d’occupation biophysique des sols Corine Land Cover (CLC), est marquée par l'importance des forêts et milieux semi-naturels (96,4 % en 2018), une proportion sensiblement équivalente à celle de 1990 (96,7 %). La répartition détaillée en 2018 est la suivante : 
espaces ouverts, sans ou avec peu de végétation (48,3 %), milieux à végétation arbustive et/ou herbacée (27 %), forêts (21,2 %), zones urbanisées (1,5 %), zones industrielles ou commerciales et réseaux de communication (0,8 %), espaces verts artificialisés, non agricoles (0,5 %), zones agricoles hétérogènes (0,5 %), mines, décharges et chantiers (0,2 %).
L'IGN met par ailleurs à disposition un outil en ligne permettant de comparer l’évolution dans le temps de l’occupation des sols de la commune (ou de territoires à des échelles différentes). Plusieurs époques sont accessibles sous forme de cartes ou photos aériennes : la carte de Cassini (XVIIIe siècle), la carte d'état-major (1820-1866) et la période actuelle (1950 à aujourd'hui).

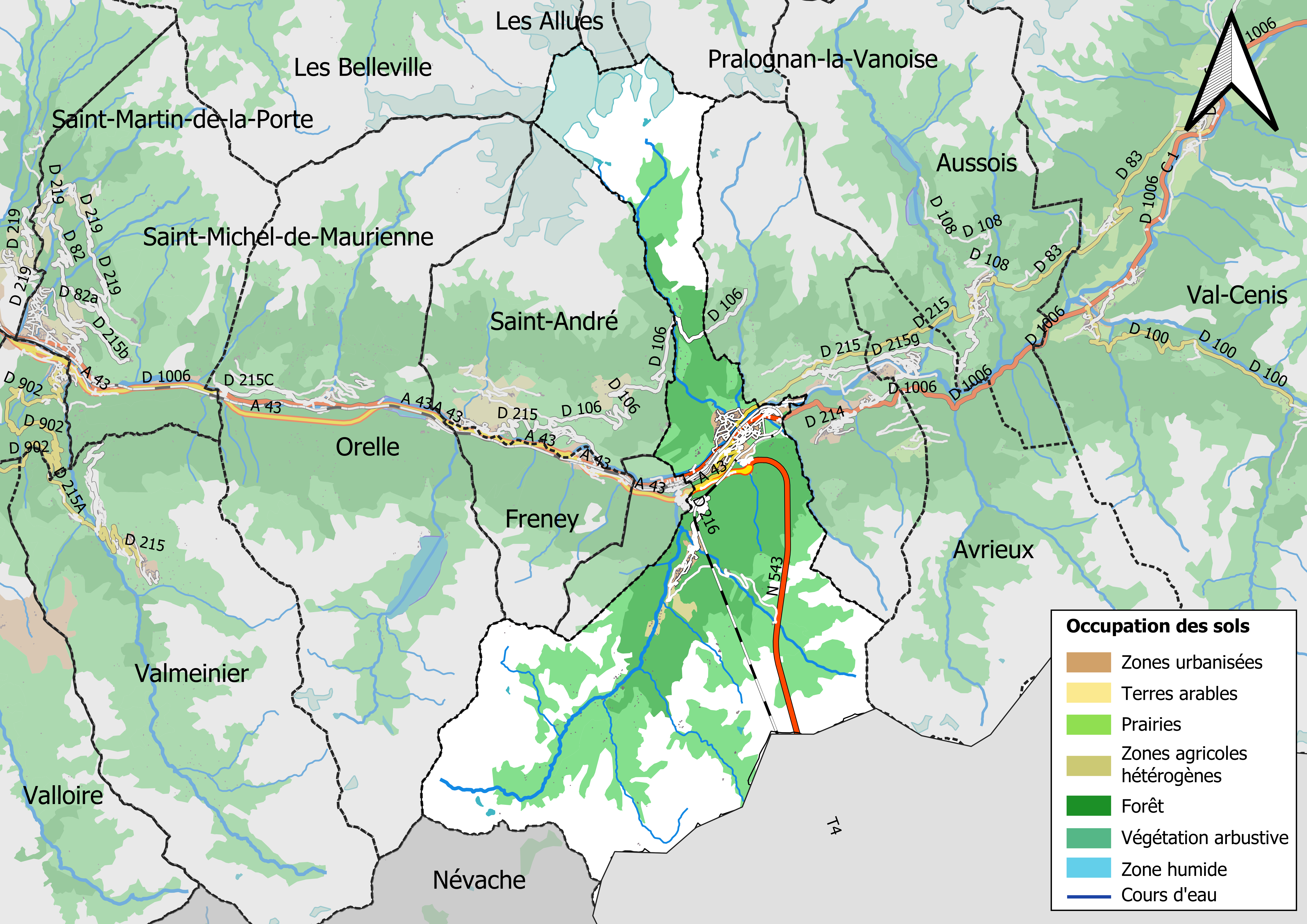
Carte des infrastructures et de l'occupation des sols en 2018 (CLC) de la commune.
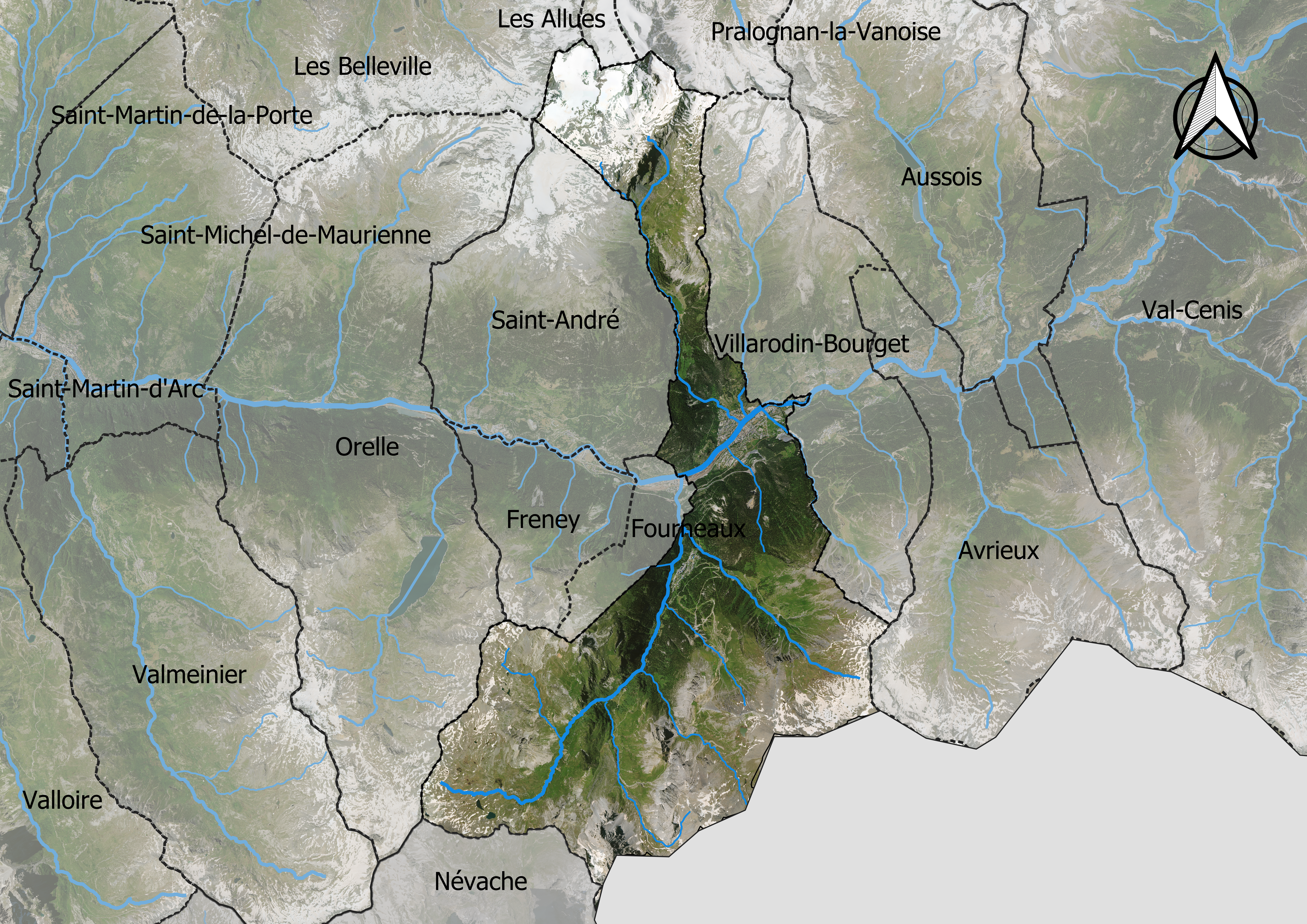
Carte orthophotogrammétrique de la commune.

## Quartiers

### Loutraz

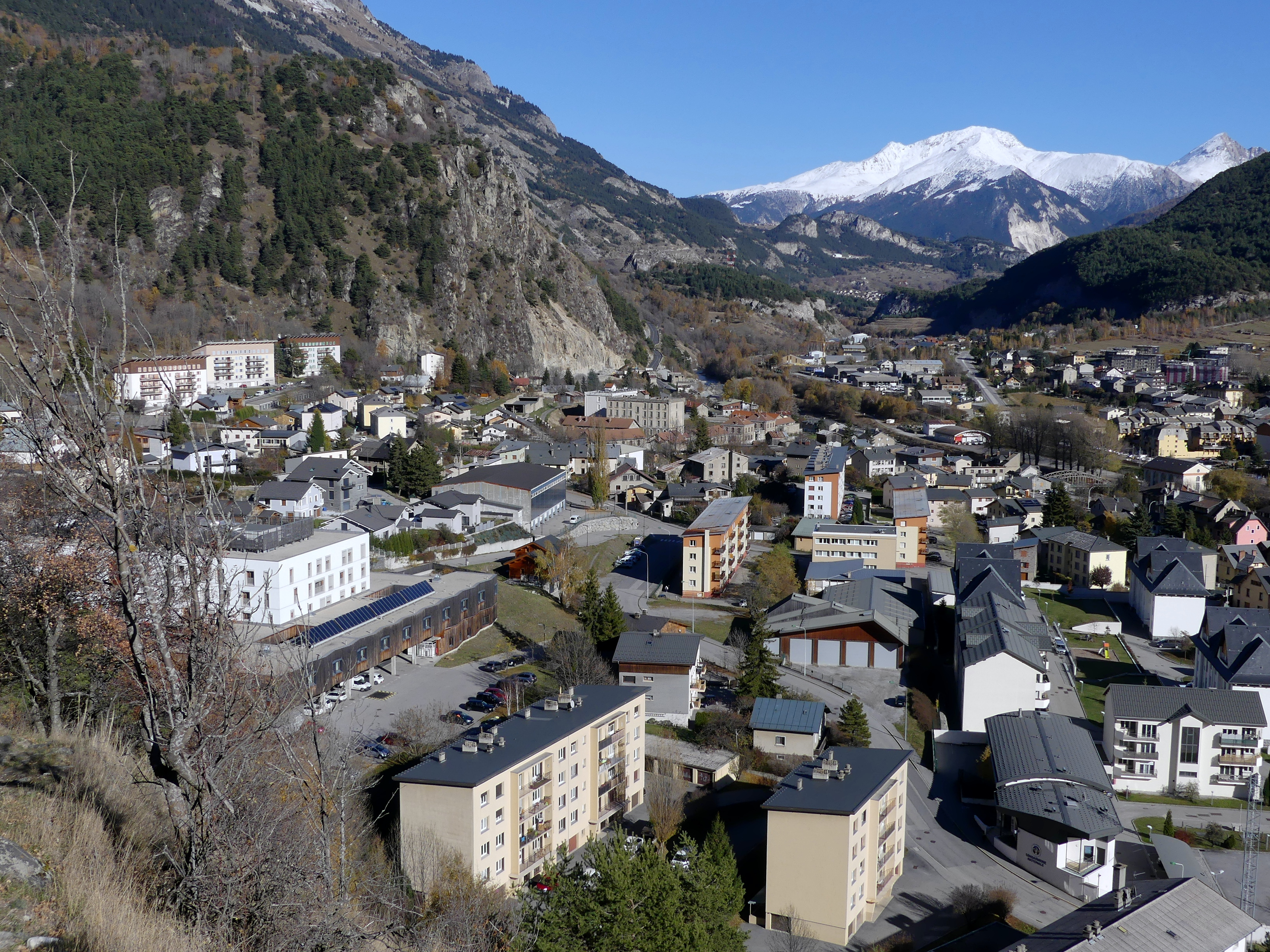
Quartier de Loutraz.

S'étendant sur la rive droite de l'Arc, ce quartier est essentiellement résidentiel. Versant ensoleillé de la ville, on peut y visiter la chapelle Saint-Jacques. C'est aussi depuis ce quartier que partent les sentiers du Replaton mais aussi d'Amodon.
Il est l'un des principaux quartiers de la ville. Dans ce quartier se trouvent :
- un centre hospitalier[14], avec 
  - 2 unités d’EHPAD (Établissement d'hébergement pour personnes âgées dépendantes) et
  - 1 unité de soins de suite et de réadaptation (SSR) ;
- le stade municipal ;
- une piscine ;
- la gendarmerie, avec une unité du PGHM (peloton de gendarmerie de haute montagne) ;
- la caserne du Groupement d’aguerrissement montagne (GAM).

### Modane-Ville

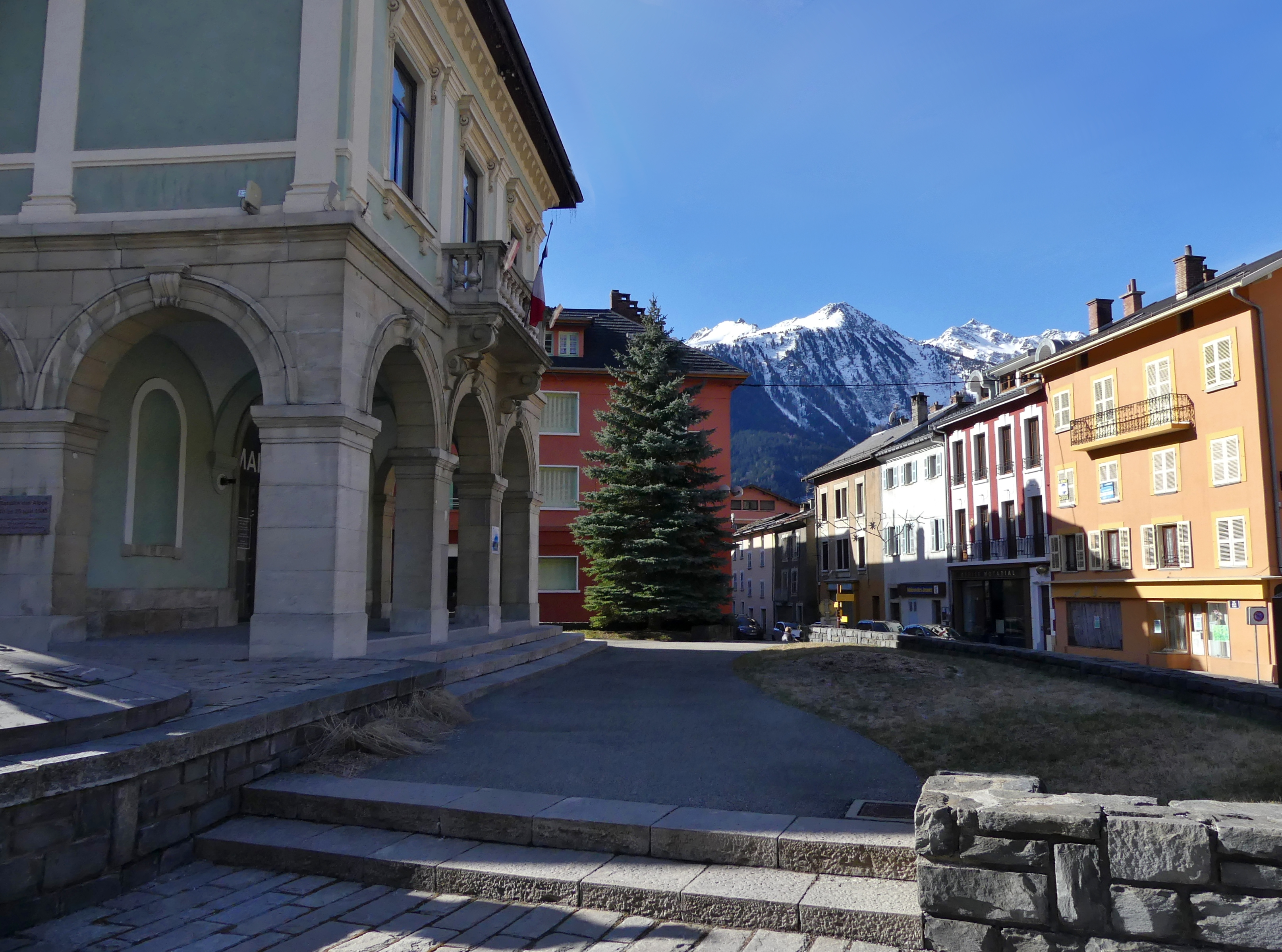
Modane-Ville.

Centre-ville de Modane, commerçant et résidentiel, où se trouvent la mairie, la salle des fêtes, des écoles et la place du Marché ainsi que la Fontaine en granit classée aux monuments historiques.

### Les Terres Froides
Quartier résidentiel sur le versant opposé à Loutraz, où sont également implantés :
- le collège La Vanoise ;
- le centre de secours principal (caserne de pompiers) ;
- la « Maison Penchée » ;
- l'hélistation du Détachement aérien de gendarmerie (DAG) de Modane.

### Le Paquier
Le quartier du Paquier est le dernier quartier ancien de la ville composé de maisons traditionnelles groupées autour de l'église paroissiale. Les rues de ce quartier sont étroites et les vieilles pierres témoignent du passé de la ville.

### Modane-Gare

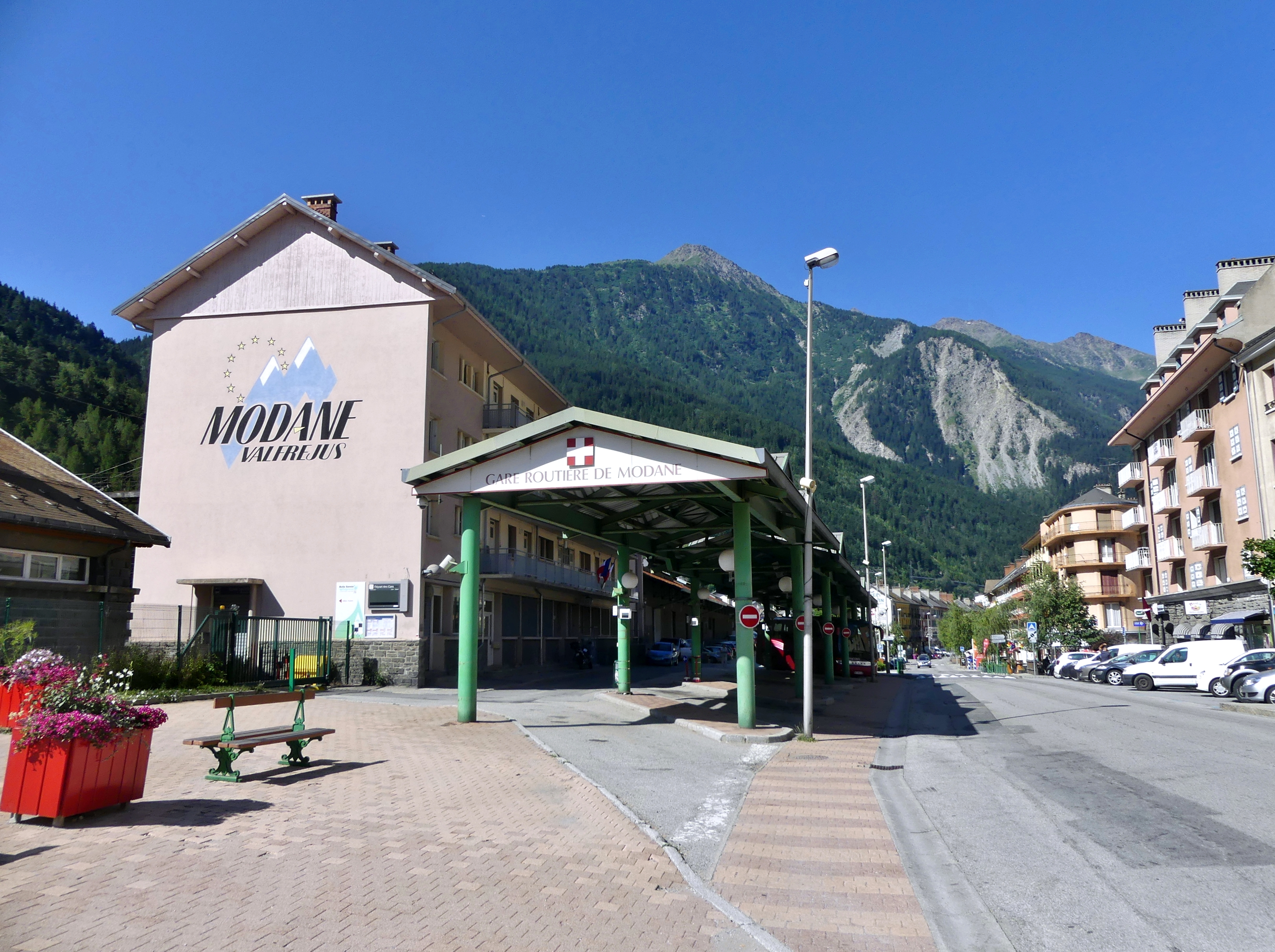
Modane-Gare.

Principale artère commerçante de la ville, ce quartier est formé autour de la gare SNCF, qui était, il fut un temps, l'une des gares les plus importantes d'Europe car la dernière avant le passage en Italie.

### Saint-Gobain
Ancien quartier industriel, aujourd'hui majoritairement résidentiel même si le siège de Doppelmayr France et l'usine du groupe Filtech, agrandie en 2019, y sont toujours implantés. On y trouve également le fort de Saint-Gobain qui fait partie de la Ligne Maginot des Alpes.

## Toponymie
L'orthographe moderne Modane n'est pas attestée avant 1700. Antérieurement, on trouve « Amoudane », « Amaudane », « Amaldanus ». La voyelle initiale est donc tombée (prise pour la préposition à) et pourrait provenir d'un nom propre, celui du tenancier d'une manso, Amaudanes, mentionné dans un cartulaire du XIIe siècle.[réf. nécessaire]
En francoprovençal ou en arpitan savoyard, le nom de la commune s'écrit Modâna et se prononce Modan-na (retranscrit selon la graphie semi-phonétique de Conflans). Parfois on trouve aussi l'écriture Amodâna.[réf. nécessaire]

## Histoire
Entre septembre 1686 et septembre 1687, Modane fut un des lieux de passage des vaudois (protestants) poursuivis et malmenés par les troupes de Victor-Amédée de Savoie aidées de troupes françaises.
En 1871, à la suite de l'ouverture du tunnel ferroviaire du Fréjus, Modane devint très vite une ville-frontière. L'épopée italienne commença alors, entre immigration italienne et transit commercial et la population augmenta notablement. Toutefois, les relations de plus en plus tendues entre la France et Italie conduisirent à l'édification en 1885 du fort du Replaton, fort d'interdiction chargé de surveiller l’entrée du tunnel.
Durant la Seconde Guerre mondiale, la ville fut bombardée au cours de la nuit du 16 au 17 septembre 1943 à 1h05 par des bombardiers anglo-américains pendant plus d'une heure trente. La cible du bombardement était alors la gare, important centre de transit entre la France occupée et l'Italie un pays allié de l'Allemagne nazie. Finalement la gare ne fût pas touchée. Ce bombardement fit une cinquantaine de victimes, une centaine de blessés et de nombreuses maisons furent détruites. L'église fût totalement rasée sauf le clocher qui était miraculeusement resté debout. L'église fût reconstruite alors que le clocher était toujours debout. La totalité des habitants de Modane fut évacuée dans le fond de la vallée de la Maurienne.
Un second bombardement eût lieu la nuit du 10 au 11 novembre 1943, et il fit 7 victimes et 10 blessés, cette fois la gare fût détruite, mais une grosse partie de la ville de Fourneaux le fût également.
En 1969, la ville se tourna vers le tourisme. Un télésiège partant de Fourneaux et rejoignant le hameau du Charmaix sur la commune de Modane, à 1 550 m d'altitude, fut en effet installé tout comme le stade de neige d'Arrondaz, qui permettait le ski de 1 550 à 2 500 m d'altitude.
En 1983, le promoteur de Tignes, Pierre Schnebelen, créa une nouvelle station à partir d'Arrondaz. Il construit des immeubles sur le hameau, deux télécabines de 1 550 à 2 737 m, qui rejoignaient le sommet de Punta Bagna. Une nouvelle station de ski internationale vit alors le jour : Valfréjus (station rattachée à la commune de Modane). Entre 1983 et 2008, la station évolue et compte alors 7 000 lits touristiques.

## Politique et administration

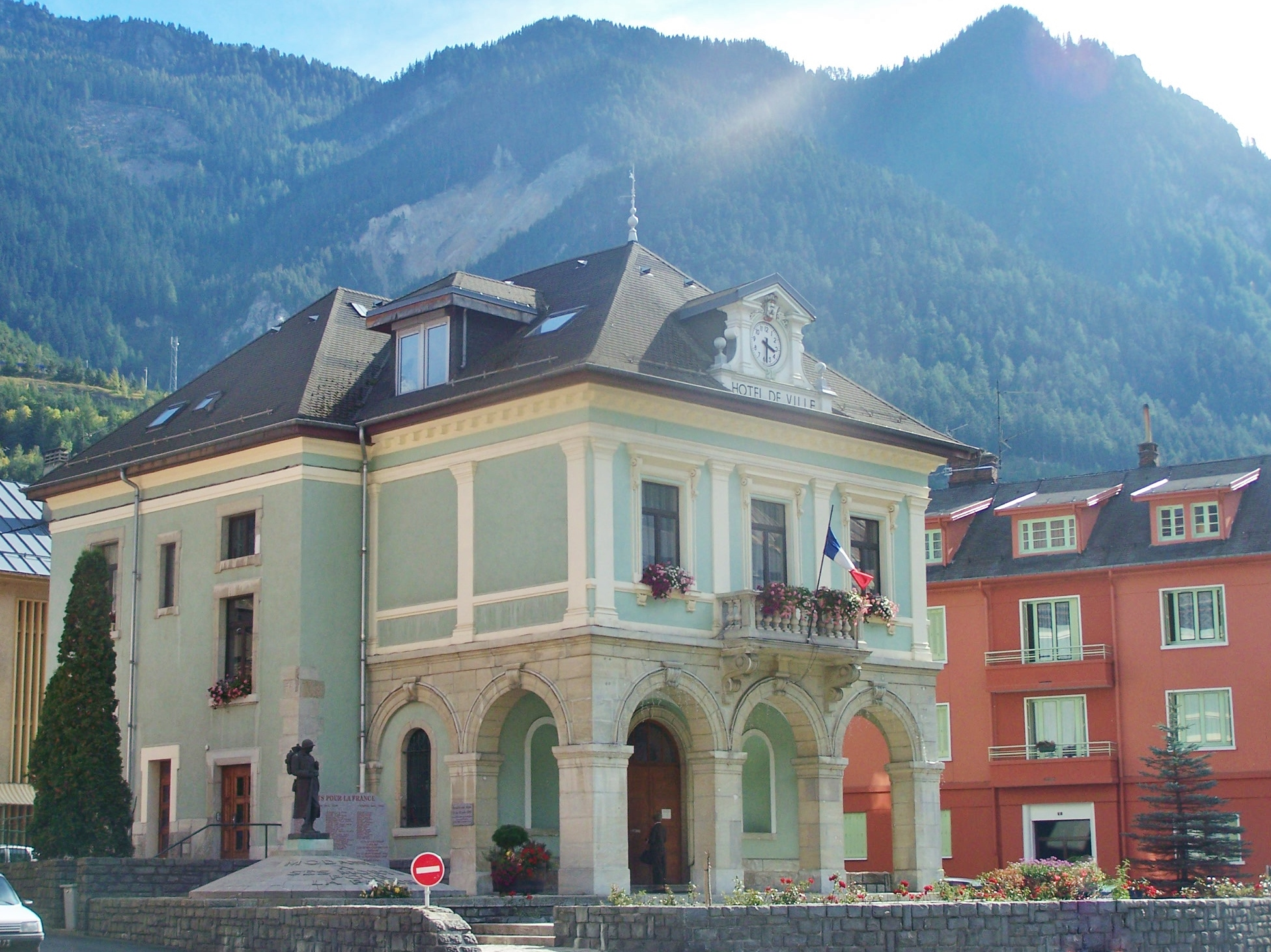
Hôtel de ville de Modane.

### Tendances politiques et résultats

#### Élections municipales de 2008
|             | Nombre | % Inscrits | % Votants |
| ----------- | ------ | ---------- | --------- |
| Inscrits    | 2 250  |            |           |
| Abstentions | 685    | 30,44      |           |
| Votants     | 1 565  | 69,56      |           |
| Exprimés    | 1 489  | 66,18      | 95,14     |
| Blancs/Nuls | 76     | 3,38       | 4,86      |

| Candidats          | Orientation Politique | Voix  | % exprimé |
| ------------------ | --------------------- | ----- | --------- |
| Michel Bailly      | DVD                   | 482   | 32,37     |
| Jean Claude Raffin | DVG                   | 1 007 | 67,63     |

#### Élections municipales de 2014
|             | Nombre | % Inscrits | % Votants |
| ----------- | ------ | ---------- | --------- |
| Inscrits    | 2 140  |            |           |
| Abstentions | 1 131  | 52,85      |           |
| Votants     | 1 009  | 47,15      |           |
| Exprimés    | 768    | 35,89      | 76,11     |
| Blancs/Nuls | 241    | 11,26      | 23,89     |

| Candidat           | Orientation Politique | Voix | % exprimé |
| ------------------ | --------------------- | ---- | --------- |
| Jean Claude Raffin | DVG                   | 768  | 100       |

#### Élections municipales de 2020
|             | Nombre | % Inscrits | % Votants |
| ----------- | ------ | ---------- | --------- |
| Inscrits    | 2 040  |            |           |
| Abstentions | 1493   | 73,19      |           |
| Votants     | 547    | 26,81      |           |
| Exprimés    | 443    | 21,72      | 78,28     |
| Blancs/Nuls | 104    | 1,76       |           |

| Candidat           | Orientation Politique | Voix | % exprimé |
| ------------------ | --------------------- | ---- | --------- |
| Jean Claude Raffin | DVG                   | 443  | 100       |

### Liste des maires
| Période                                  | Période  | Identité               | Étiquette      | Qualité |
| ---------------------------------------- | -------- | ---------------------- | -------------- | --- |
| 1860                                     | ?        | Henri Grand            |                | |
| 1903                                     | 1919     | Jean-Jacques Grollier  |                | |
| 1919                                     | 1919     | Adrien Long            |                | |
| 1919                                     | 1920     | Antoine Gravier        |                | |
| 1920                                     | 1923     | Octave Brochard        |                | |
| Les données manquantes sont à compléter. |          |                        |                | |
| 1923                                     | 1933     | Emile Charvoz          | PRRS puis SFIO | Négociant Conseiller général du Canton de Modane de 1925 à 1933 (décès) |
| 1933                                     | 1940     | Élysée Riffart         |                | |
| 1940                                     | 1959     | Antonin-Joseph Mistral |                | Conseiller général du Canton de Modane de 1942 à 1945 |
| Les données manquantes sont à compléter. |          |                        |                | |
| 1967                                     | 1995     | Jacques Geneletti      | RPR            | Médecin |
| 1995                                     | 2008     | Claude Vallet          | DVG            | Salarié de l'Onera |
| 2008                                     | En cours | Jean-Claude Raffin     | DVG            | Cadre de l'Onera 4e vice-président de la CC Haute Maurienne Vanoise (2017 → 2020) 3e vice-président de la CC Haute Maurienne Vanoise (2020 → ) Réélu pour le mandat 2020-2026 |

### Jumelages
Modane est jumelée avec :
- Bardonèche, depuis 1980
- Ohmden, depuis 2008

## Population et société
Ses habitants sont appelés les Modanaises et les Modanais. Selon l'écrivain Joseph Dessaix, dans son ouvrage Nice et Savoie (1864), les habitants étaient surnommés, à cette époque, les Manants.

### Démographie
L'évolution du nombre d'habitants est connue à travers les recensements de la population effectués dans la commune depuis 1793. Pour les communes de moins de 10 000 habitants, une enquête de recensement portant sur toute la population est réalisée tous les cinq ans, les populations de référence des années intermédiaires étant quant à elles estimées par interpolation ou extrapolation. Pour la commune, le premier recensement exhaustif entrant dans le cadre du nouveau dispositif a été réalisé en 2006.

En 2022, la commune comptait 2 879 habitants, en évolution de −7,72 % par rapport à 2016 (Savoie : +3,63 %, France hors Mayotte : +2,11 %).
| 1793 | 1800 | 1806  | 1822  | 1838  | 1848  | 1858  | 1861  | 1866  |
| ---- | ---- | ----- | ----- | ----- | ----- | ----- | ----- | ----- |
| 902  | 948  | 1 139 | 1 076 | 1 200 | 1 217 | 1 204 | 1 227 | 1 343 |

| 1872  | 1876  | 1881  | 1886  | 1891  | 1896  | 1901  | 1906  | 1911  |
| ----- | ----- | ----- | ----- | ----- | ----- | ----- | ----- | ----- |
| 1 599 | 2 144 | 2 394 | 2 572 | 2 725 | 2 771 | 2 603 | 2 676 | 3 260 |

| 1921  | 1926  | 1931  | 1936  | 1946  | 1954  | 1962  | 1968  | 1975  |
| ----- | ----- | ----- | ----- | ----- | ----- | ----- | ----- | ----- |
| 2 958 | 3 616 | 4 441 | 4 930 | 1 654 | 4 064 | 4 735 | 5 633 | 4 974 |

| 1982  | 1990  | 1999  | 2006  | 2011  | 2016  | 2021  | 2022  | - |
| ----- | ----- | ----- | ----- | ----- | ----- | ----- | ----- | - |
| 4 798 | 4 250 | 3 658 | 3 739 | 3 351 | 3 120 | 2 944 | 2 879 | - |

### Enseignement
Garderies :
- Halte garderie Les Petits Poucets
- Garderie périscolaire des écoles de Modane

Les écoles :
- École maternelle Paul-Bert
- École élémentaire Jules-Ferry
- Collège La Vanoise

### Sports
Modane est ville départ d'étape du Tour de France en 2011 et en 2015, deux étapes à destination de l'Alpe d'Huez. Toutes deux sont remportées par des coureurs français, par Pierre Rolland en 2011 et Thibaut Pinot en 2015.
Le club de football de Modane, l'Union Sportive de Modane (USM) fondé en 1919, est le plus ancien de Savoie. Un an plus tard, en 1920, c'est le club des Sports d'hiver de Modane (SHM) qui voit le jour. La SHM deviendra la SHMV, Sports d'hiver de Modane-Valfréjus lors de la création de la station de Valfréjus en 1983.

## Économie

### Entreprises et commerces

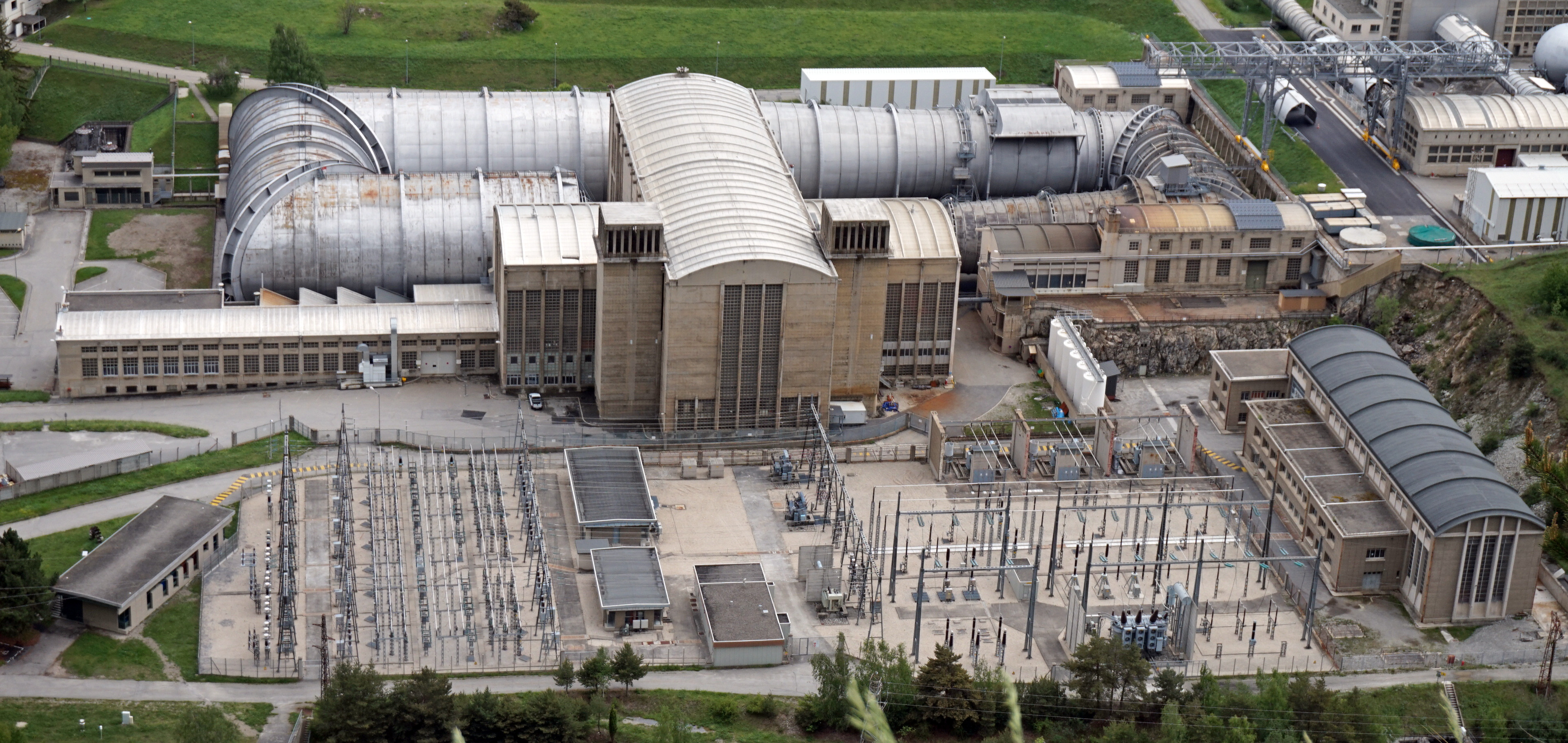
Le site de l'Onera sur la commune de Modane et d'Avrieux.

- La Société française du Tunnel Routier du Fréjus (SFTRF), dont le siège social est situé sur la plateforme du tunnel à Modane, gère, outre le tunnel routier, la totalité de l'autoroute de la Maurienne (reliant Aiton à la Plateforme du tunnel de Modane).
- Le Laboratoire souterrain de Modane (LMS), centre de recherche fondamentale de l'IN2P3 (CNRS) et du CEA, situé au milieu du tunnel routier du Fréjus.
- Siège social des Transports internationaux Jacquemmoz[24], société de transport fondée en 1955; elle vit son parc de véhicule très fortement touché par une coulée de boue du Saint-Antoine en 1987 : elle avait 16 camions et en a perdu 13 du fait de la coulée de boue. L'entreprise dispose aujourd'hui de 5 agences d'exploitation : Modane, Saint-Rémy-de-Maurienne, Montmélian (Chambéry), Corbas (Lyon) et Puiseaux (Montargis). La capacité de transport est de 233 véhicules, semi-remorques et camions remorques récents, exploités en entreprise familiale accompagnée par 320 collaborateurs.Rocher des Dents depuis le Plan d'eau du Saint-Bernard à Polset.

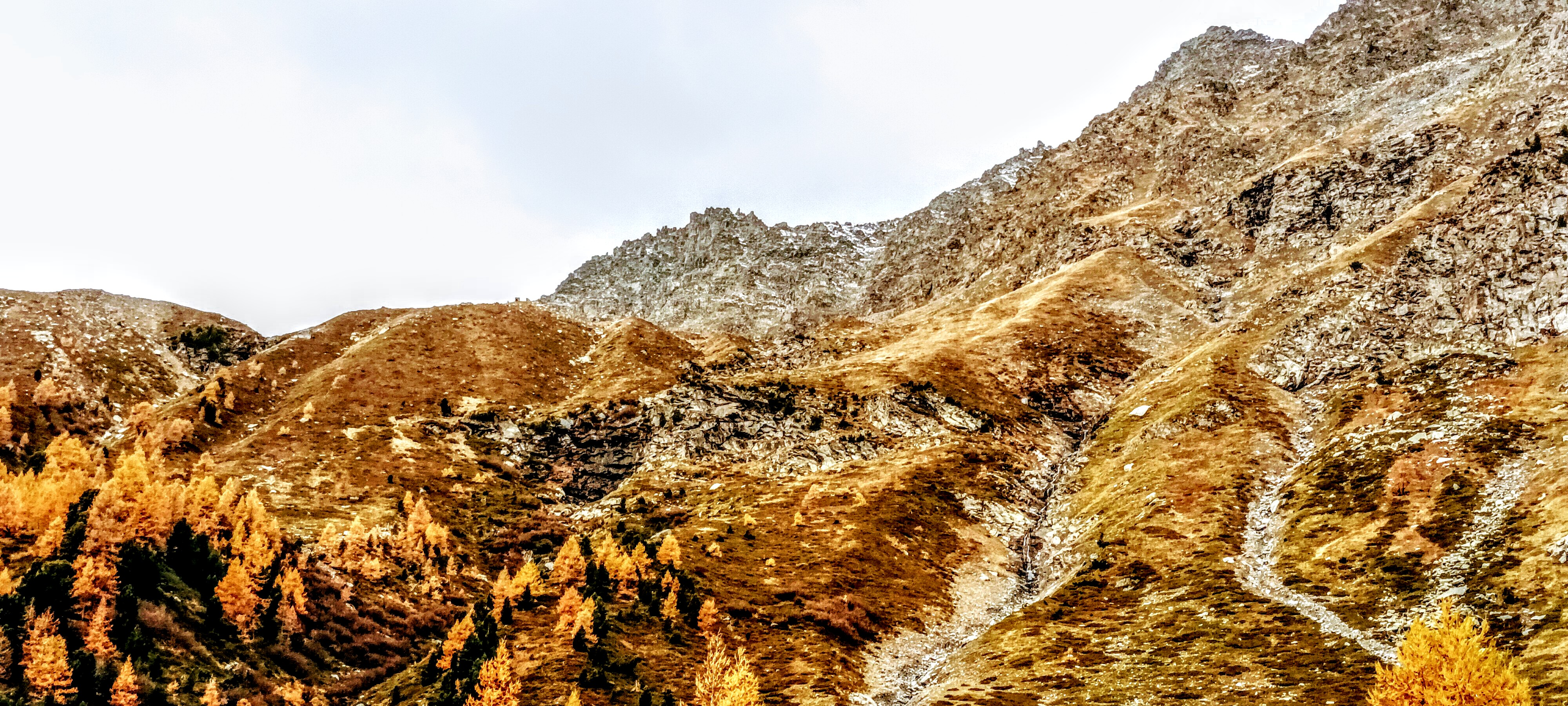
Rocher des Dents depuis le Plan d'eau du Saint-Bernard à Polset.

- Centre national de formation de la Croix-Rouge l'Albaron[25].
- Gare-frontière SNCF de Modane.
- Soufflerie dite de Modane, de l'ONERA, la plus grande du monde. Cette soufflerie, où sont testés de nombreux avions civils et militaires, emploie essentiellement des techniciens et quelques chercheurs. Située administrativement sur la commune d'Avrieux (attenante à Modane), elle sera fermée « si rien n'est fait pour sécuriser ses sols », alors qu'un regain d'intérêt pour les tests en soufflerie semble émerger dans le monde, les modèles numériques restant imparfaits[26].

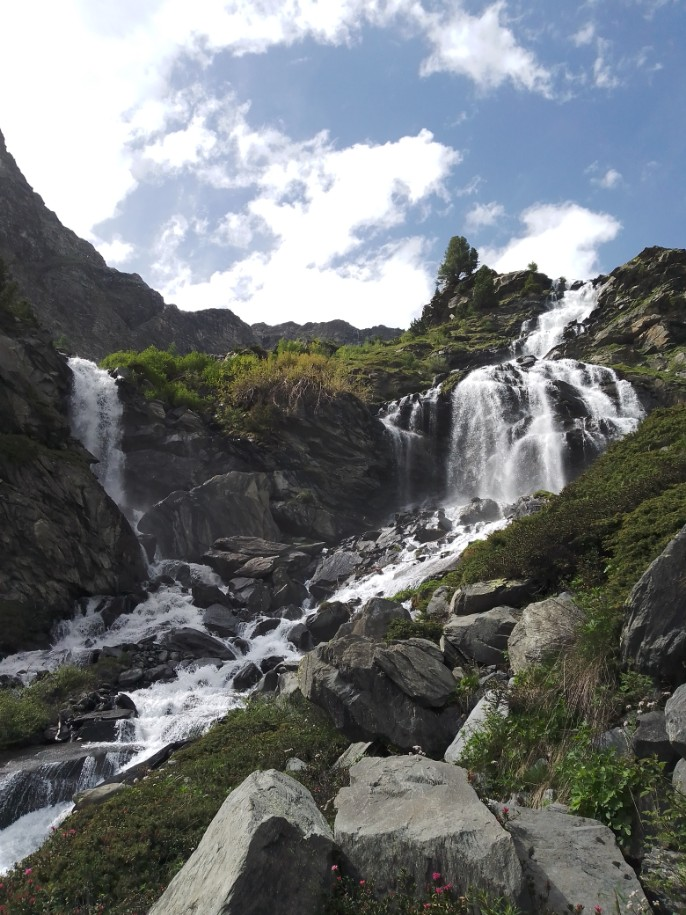
La Source des Vins, une cascade du hameau de Polset à Modane.

Les investissements et travaux afin de pérenniser le site permettent à l'ONERA de lancer une campagne de recrutement significative en 2019.
- De 1885 à 1993, la papeterie du groupe Matussière & Forest[27] exploitant la puissance de l'Arc à l'entrée de Fourneaux, assure du travail à de nombreux Modanais; la famille de papetiers grenoblois Matussière a donné son nom à l'actuelle zone commerciale homonyme.

### Tourisme
En 2014, la capacité d'accueil de la commune, estimée par l'organisme Savoie Mont Blanc, est de 7 849 lits touristiques répartis dans 870 établissements. La station de Valfréjus concentre l'essentiel de ces lits et structures (plus de 70 %). Les hébergements de la commune se répartissent comme suit : 139 meublés ; 8 résidences de tourisme ; 5 hôtels ; un établissement de plein air ; 1 centre ou village de vacances et 1 gîte ou gîte d'étape.

## Culture locale et patrimoine

### Lieux et monuments

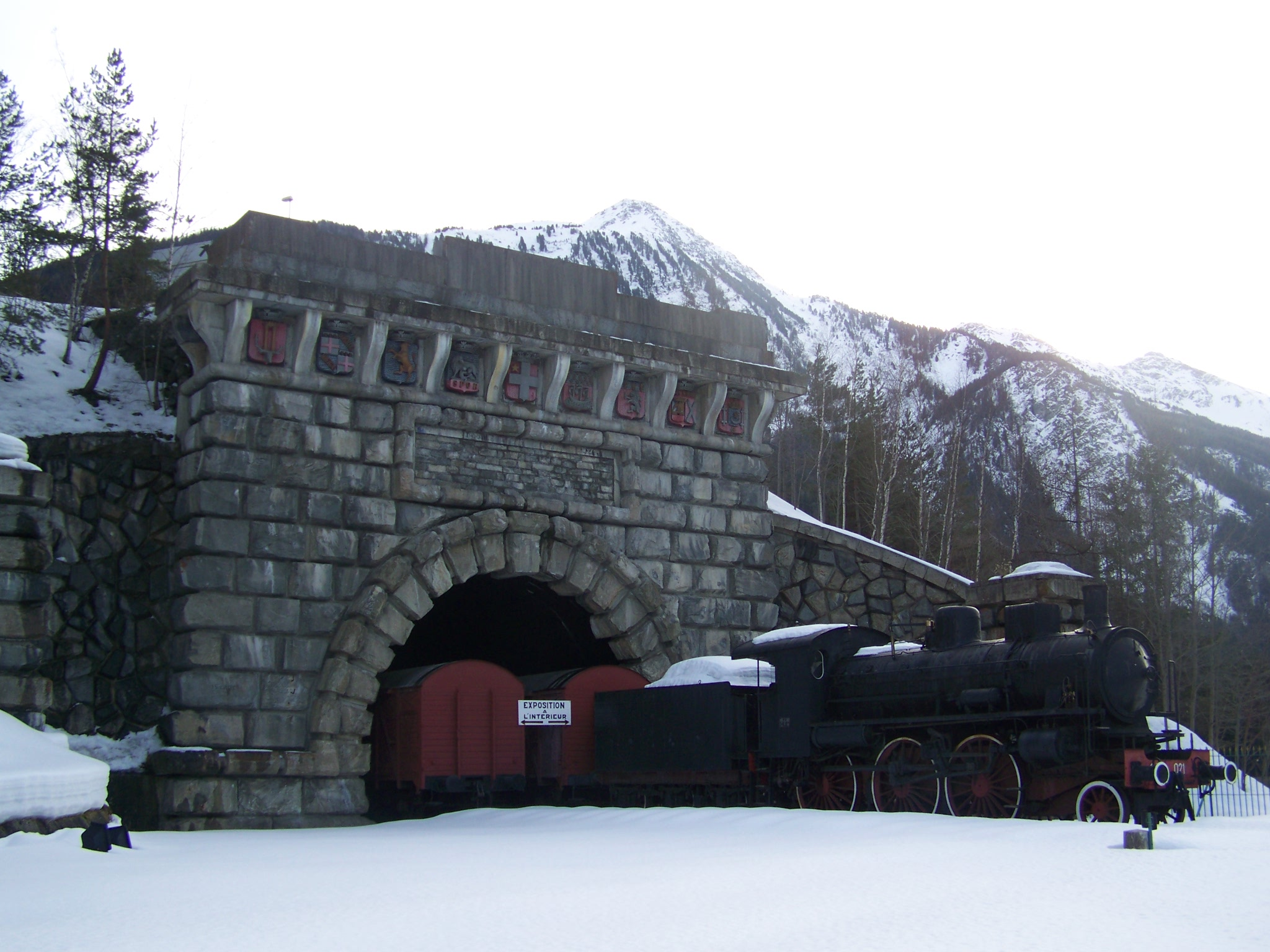
Ancienne entrée du tunnel ferroviaire.

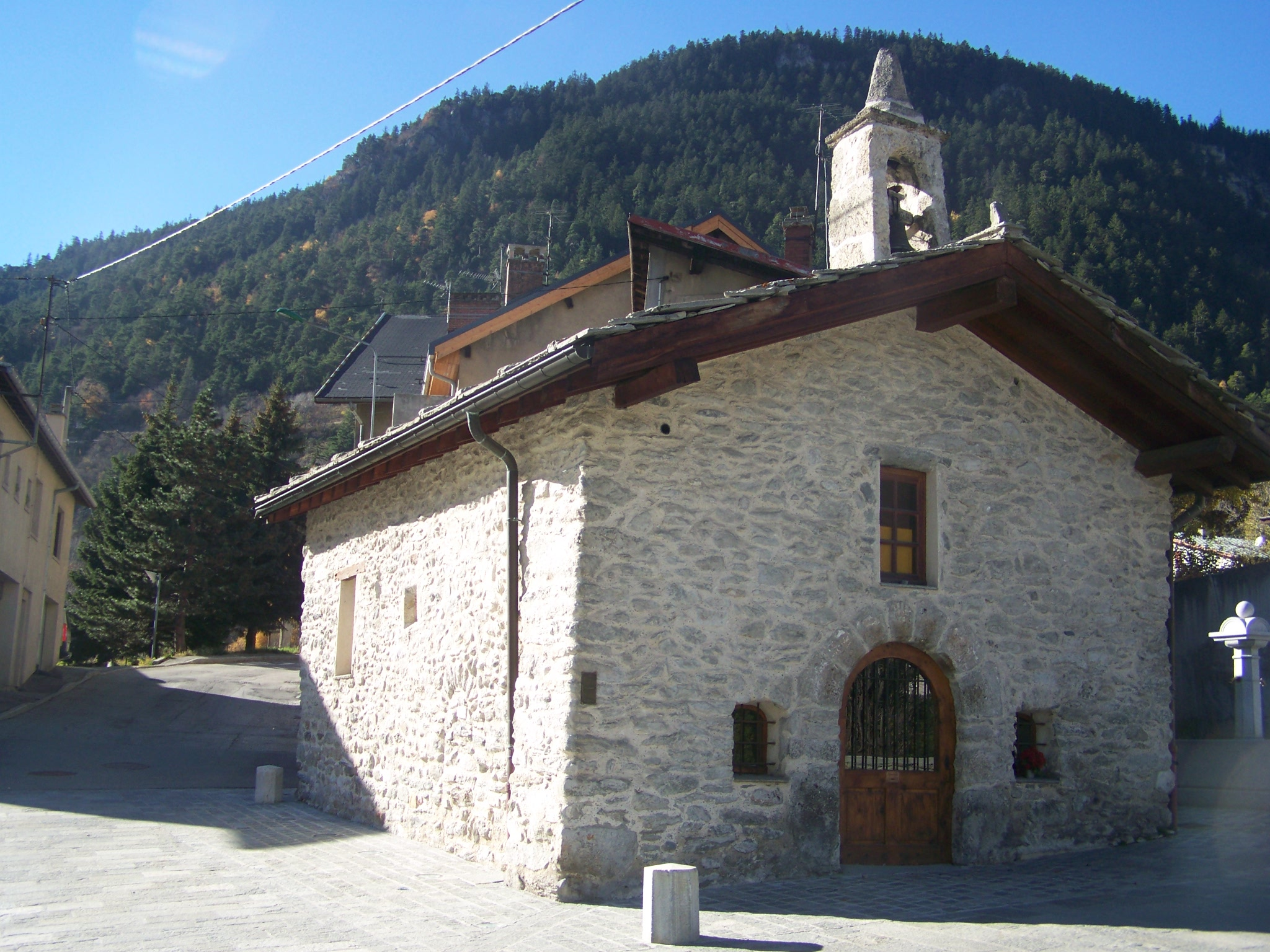
La chapelle Saint-Jacques.

- La fontaine de granit devant la mairie (place de la mairie) est inscrite à la liste des monuments historiques. Elle date de 1572.
- La maison penchée : la maison penchée se trouve sur la route de Modane à Valfréjus. Autrefois appelée « la poudrière », elle servait à abriter un stock de poudre destiné à détruire le tunnel en cas de guerre. La maison était faite en pierres sèches. En 1939, on a surmonté la construction d'un blockhaus en béton armé. En 1944, les Allemands ont dynamité le tunnel ferroviaire et la maison en pierres sèches s'est effondrée. Le blockhaus a volé sur 30 m et, en retombant, il s'est enfoncé dans la terre tout en restant intact. Quand on y entre on perd facilement l'équilibre, car elle inclinée selon deux angles. C'est le monument le plus visité de la Savoie[réf. souhaitée] (visite libre). La maison penchée fait partie de l'association du musée fort Saint-Gobain. Elle appartient à l'armée, à la SNCF et à la commune de Modane.
- Le fort du Replaton : construit pour défendre l'entrée du tunnel ferroviaire à la fin du XIXe siècle, ce fort de type Séré de Rivières ne se visite pas. La balade au départ de Loutraz (30 min) vaut le coup ainsi que le coup d'œil sur les illuminations du fort la nuit.
- L'entrée monumentale du tunnel ferroviaire : construit lors de la première percée des Alpes entre 1857 et 1871, cette ancienne entrée du tunnel ferroviaire du Fréjus se situe sur la route reliant Modane à Valfréjus.
- La chapelle Saint-Jacques : unique édifice baroque de la ville, cette modeste chapelle, romane à sa construction, a été entièrement restaurée. Visite sur demande auprès de l'association pour la restauration de la chapelle.
- L’église paroissiale : témoignage de la reconstruction, elle est due à l'architecte également auteur de l'église plus connue du plateau d'Assy. Seul le clocher de ce bâtiment est antérieur à la Seconde Guerre mondiale, le reste ayant été détruit lors de bombardements.
- Les ouvrages de Saint-Gobain, du Lavoir et du Pas-du-Roc : ouvrages de la ligne Maginot construits pendant les années 1930 pour interdire l'accès à la moyenne Maurienne[29] depuis l'Italie.
- La chapelle Notre-Dame du Charmaix, pèlerinage le premier dimanche de septembre.
- Le camp d'internement de Modane : 539e Groupement de Travailleurs Étrangers en 1940[30].

### Musées

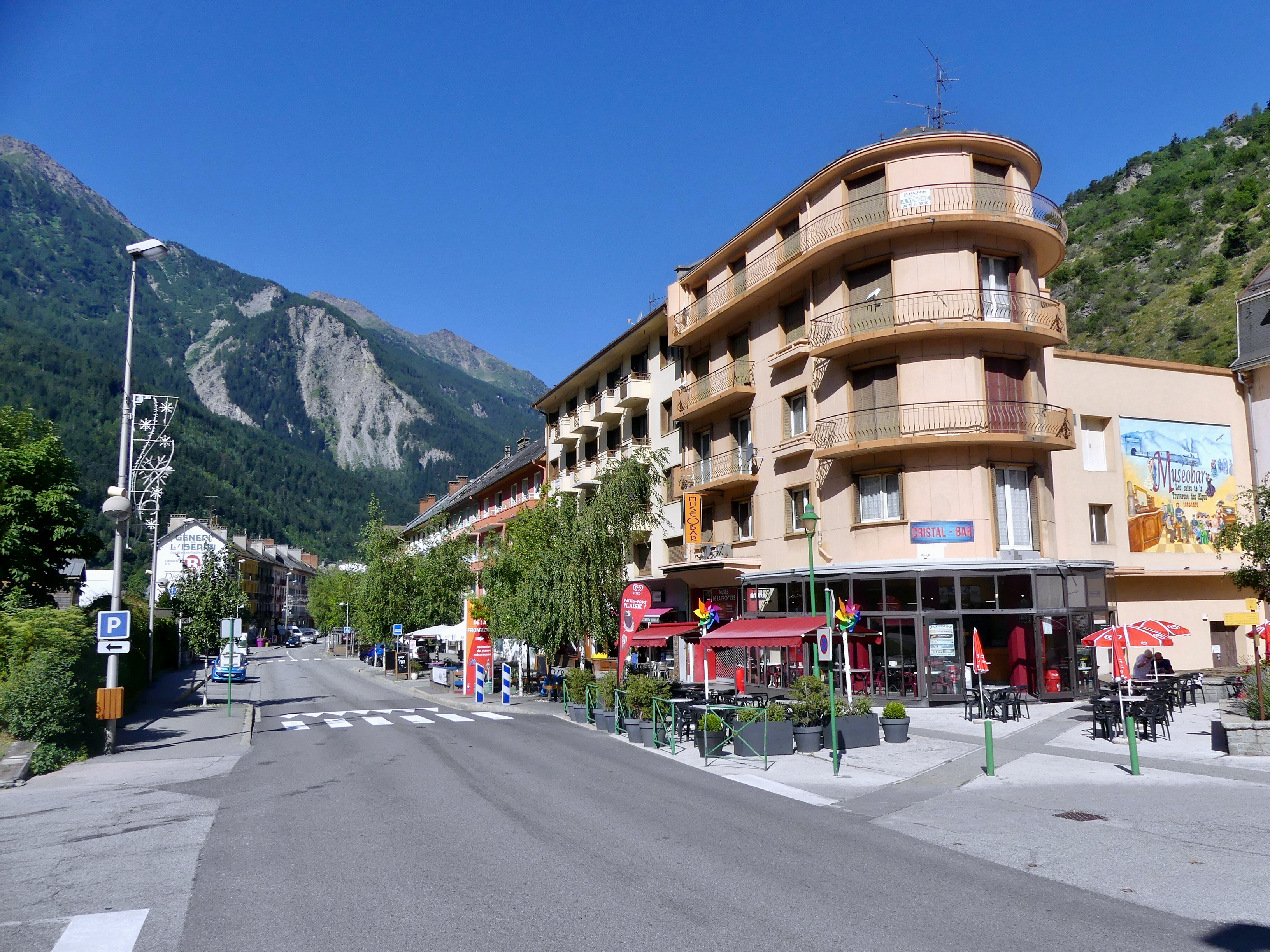
Muséobar visible à droite à Modane-Gare.

- Le Muséobar[31] : à travers quatre reconstitutions de cafés d’époques allant de 1880 à 1935, le Muséobar retrace et fait revivre l’histoire de Modane et de Fourneaux. Trompe-l'œil, musiques des pianos mécaniques, témoignages et surtout images sont les illustrations de cette histoire extraordinaire.
- La Rizerie des Alpes, inscrite aux monuments historiques et labellisé patrimoine du XXe siècle : c'était la fonction de ce « temple grec » au milieu de la ville au bord de l'Arc. À voir en passant cet édifice inscrit à l'inventaire supplémentaire des monuments historiques. Désormais reconverti en centre d'exposition pour la future liaison Lyon-Turin.
- Carré Sciences : espace interactif de 120 m2 consacré à la culture scientifique[32], émanation pour le grand public du laboratoire souterrain de Modane du CNRS.

### Personnalités liées à la commune
- Désiré Jorio, fondateur de la "Manufacture de pianos à cylindre Jorio Désiré à Modane" en 1889.
- Adrien Badin (1873-1917), ingénieur et dirigeant du groupe d'aluminium Pechiney dans les années précédant la guerre de 1914-1918[33].
- Aurel Ramat, typographe et grammairien, né à Modane en 1926.
- Fabrice Melquiot, auteur de théâtre, né à Modane en 1972.
- Simon et les Modanais, groupe de rock de la fin des années 1980.
- Steven Théolier, skieur franco-hollandais originaire de Modane et membre du club de sports d'hiver de Modane, petit fils de Jan Janssen vainqueur du Tour de France 1968
- Daniel Fontaine (1960-), skieur alpin français, champion de France de slalom en 1981

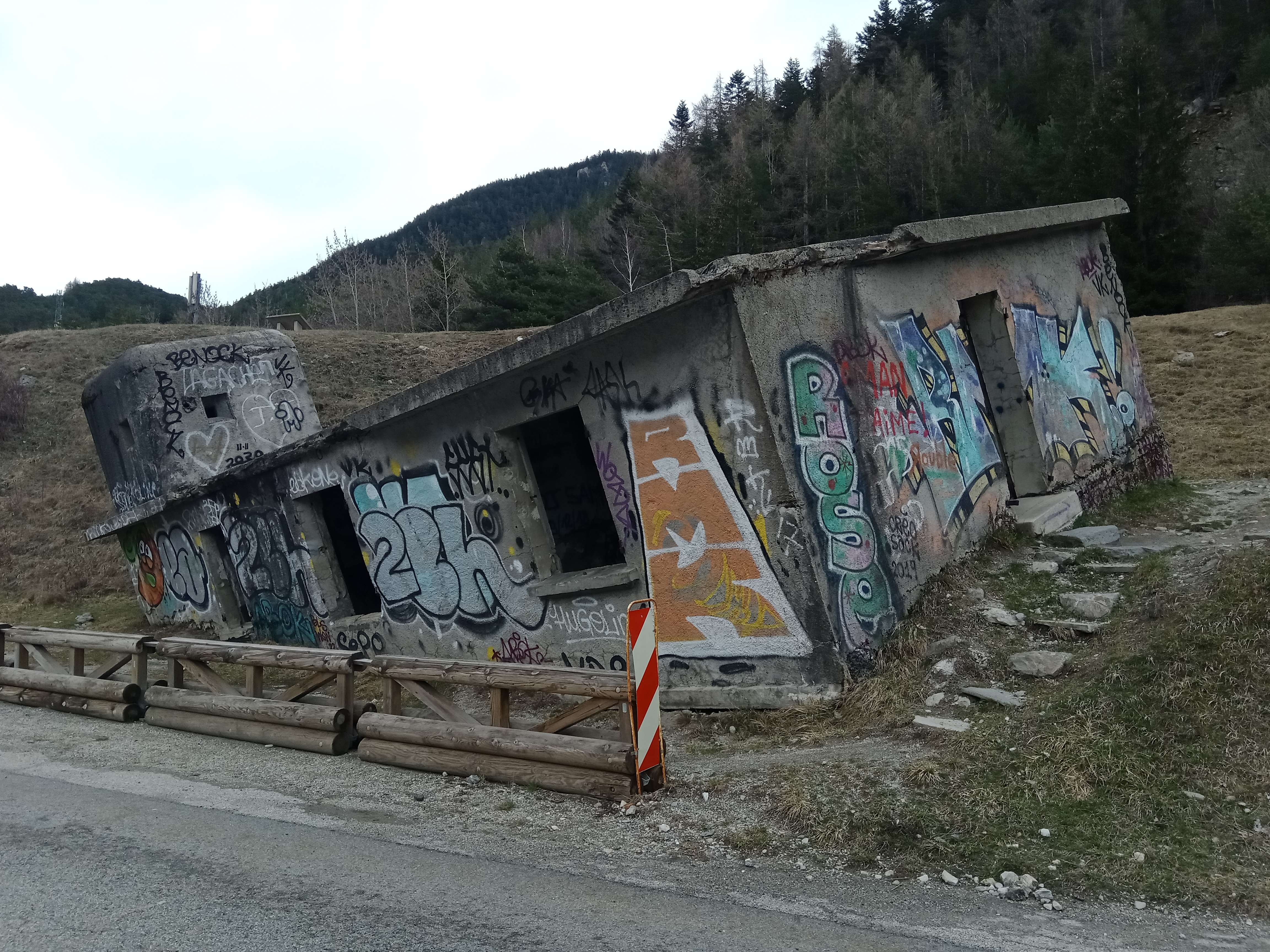
La maison penchée de Modane en 2023.

### Héraldique
| Blason | Blasonnement : De gueules à deux jumelles d'or posées en pal, à la croix alésée et abaissée d'argent, la traverse brochant sur les jumelles, surmontée d'une fleur de lys d'or; et à une tour crénelée de 5 pièces du même, ouverte de sable et brochant sur la croix. |